# Hyōka
Hyōka (jap. 氷菓, dt. wörtlich „gefrorene Leckerei“, indirekt „Eiscreme“) ist ein Mystery-Roman von Honobu Yonezawa. Es ist der erste Band der Koten-bu Series (＜古典部＞シリーズ, „Koten-bu“ Shirīzu, dt. „‚Klassische-Literatur-Klub-Reihe“). Zwischen 2001 und 2010 wurden fünf Bände veröffentlicht.
Von November 2011 bis November 2012 wurden 770.000 Exemplare verkauft, wodurch sie Platz 3 der meistverkauften Light-Novel-Reihen des Jahres erreichte. Bis November 2013 kamen 160.000 weitere hinzu, wodurch sie auf Platz 29 landete.

## Handlung
Auf Wunsch seiner älteren Schwester tritt der Schüler Hōtarō Oreki dem Klassische-Literatur-Klub der Kamiyama-Oberschule bei, damit dieser nicht aufgelöst wird. Ihm folgen Eru Chitanda, Satoshi Fukube und Mayaka Ibara als weitere Mitglieder.
Die Handlung spielt in der fiktionalen Stadt Kamiyama in der Präfektur Gifu, einem Ort, der auf dem tatsächlichen Heimatort des Autors basiert, der auch den Namen Takayama trägt und ebenso in der Präfektur Gifu liegt. Als Vorbild der fiktionalen Kamiyama-Oberschule dient die reale Hida-Oberschule.

## Hauptcharaktere
Hōtarō Oreki (折木 奉太郎, Oreki Hōtarō)
Ein durchschnittlich dynamischer Junge, der den Klassische-Literatur-Klub auf Wunsch seiner Schwester beitritt, damit dieser nicht aufgelöst wird. Obwohl er alles, was Anstrengung erfordert, vermeidet, ist er in der Lage, so lange über etwas nachzudenken, bis er es durchblickt und brillante Ergebnisse liefert. Er scheint sich zu Chitanda hingezogen zu fühlen, ohne dass ihm dies bislang aufgefallen ist.
Eru Chitanda (千反田 える, Chitanda Eru)
Ein seltsames Mädchen, das auch Mitglied des Klassische-Literatur-Klubs ist. Sie ist höflich und nett, gleichzeitig jedoch auch albern und lebhaft. Eru Chitanda stammt von einer reichen Bauernfamilie ab. Wann immer man mit einem Rätsel zu ihr kommt, hört sie nicht auf, darüber nachzudenken, bis es gelöst ist.
Satoshi Fukube (福部 里志, Fukube Satoshi)
Er ist Mitschüler von Hōtarō, der mit ihm in den Klassische-Literatur-Klub eintritt. Er hat ein sehr gutes Gedächtnis, das er „Datenbank“ nennt, und kann oft lächelnd gesehen werden. Als komischster Hauptcharakter von allen nennt er Mayaka bei ihrem Vornamen.
Mayaka Ibara (伊原 摩耶花, Ibara Mayaka)
Als viertes Mitglied des Klassische-Literatur-Klubs trat Makaya als letzte ein. Sie findet Hōtarō seltsam und wird eine gute Freundin Erus. Zudem hat sie romantische Gefühle gegenüber Satoshi, behandelt ihn aber immer in einer leichtfertigen Weise und nennt ihn Fuku-chan.

## Adaptionen

### Manga
Eine von Taskohna gezeichnete Manga-Adaption erschien ab dem 26. Januar 2012 bei Kadokawa Shotens Magazin Shōnen Ace und wurde mit zwölf Sammelbänden beendet. Sie wurde von November 2013 bis September 2020 von Tokyopop auf Deutsch veröffentlicht. Kadokawa selbst brachte eine englische Übersetzung heraus und J-Pop eine italienische.
Eine Fortsetzung erscheint seit April 2019 im gleichen Magazin.

### Anime
Die ersten vier Bände der „Koten-bu“-Serie wurden vom Studio Kyōto Animation unter der Regie von Yasuhiro Takemoto als 22-teilige Animeserie adaptiert. Die erste Episode feierte am 14. April 2012 bei einer eigenen Veranstaltung im Kadokawa Cinema in Shinjuku Premiere.
Die eigentliche Ausstrahlung erfolgte vom 23. April bis 17. September 2012 um Mitternacht (und damit am vorigen Fernsehtag) auf Chiba TV. Etwas später in derselben Nacht folgten TV Saitama und TVQ Kyūshū sowie mit bis zu einer Woche Versatz TV Kanagawa, KBS Kyōto, Sun TV, Gifu Hōsō, Tokyo MX, Mie TV und landesweit per Satellit BS11.
Eine auf der Handlung des Autors basierende OVA-Episode wurde am 13. Januar 2013 zusammen mit dem dritten Teil des Mangas veröffentlicht.
Der deutsche Publisher KSM Anime gab am 24. Dezember 2021 bekannt, die Serie zu lizenzieren und ab Mai 2022 auf Blu-ray zu veröffentlichen.

#### Synchronisation
| Rolle          | japanischer Sprecher (Seiyū) | deutscher Sprecher        |
| -------------- | ---------------------------- | ------------------------- |
| Hōtarō Oreki   | Yūichi Nakamura              | Jan Makino                |
| Eru Chitanda   | Satomi Satō                  | Saskia Glück              |
| Satoshi Fukube | Daisuke Sakaguchi            | Constantin von Jascheroff |
| Mayaka Ibara   | Ai Kayano                    | Laura Oettel              |

#### Musik
Der erste Vorspanntitel, Yasashisa no Riyū (優しさの理由), wurde von Makoto Miyazaki komponiert und von der Band ChouCho gesungen. Der Text stammt von Saori Kodama. Der entsprechende Abspanntitel, Madoromi no Yakusoku (まどろみの約束), wurde von Kensuke Okamoto komponiert und mit dem von Saori Kodama geschriebenen Text von Satomi Satō und Ai Kayano gesungen, den Seiyū von Eru Chitanda und Makaya Ibara.
Der zweite Vorspann mit dem Titel Mikansei Stride (未完成ストライド, Mikansei Sutoraido) wurde von Masato Nakayama komponiert und von Saori Kodama interpretiert. Der zweite Abspann unter dem Titel Kimi ni Matsuwaru Mystery (君にまつわるミステリー, ~ Misuterī) wurde, ebenso wie beim ersten Abspann, von Satomi Satō und Ai Kayano gesungen.